# 両側加群
抽象代数学において、両側加群（りょうがわかぐん、英: bimodule）とは、アーベル群であって、左加群かつ右加群であり、左右の積が両立しているようなもののことである。数学の多くの部分で自然に現れることに加えて、左右の加群の関係の多くは両側加群の用語によって簡潔に表現される。

## 定義
R と S が2つの環であるとき、R-S-両側加群 とは、アーベル群 M であって、次の条件を満たすもののことである。
1. M は左 R-加群かつ右 S-加群である。
2. すべての r ∈ R と s ∈ S と m ∈ M に対して (rm)s = r(ms) が成り立つ。

両側の作用を強調するときには M = RMS などと書くことがある。R-R-両側加群は R-両側加群とも呼ばれる。

## 例
- 正整数 n と m に対し、実数を成分とする n × m 行列の集合 Mn,m(R) は R-S 両側加群である。ただし、R は n × n 行列の環 Mn(R) であり、S は m × m 行列の環 Mm(R) である。和と積は行列の和と積で考える。行列の高さと幅は積が定義されるように選んだのである。（n = m でない限り、）Mn,m(R) それ自身は環でないことに注意せよ。n × m 行列に別の n × m 行列をかけることは定義されていないからである。(rx)s = r(xs) という両側加群の重要な性質は、行列の積は結合的であるという主張である。
- R が環であれば、R はそれ自身 R-両側加群であり、したがって Rn（R の n 個の直積）もそうである。
- 環 R の任意の両側イデアルは R-両側加群である。
- 可換環 R 上の任意の加群は自動的に両側加群である。例えば、もし M が左加群であれば、右からの積を左からの積と同じものとして定義できる。（しかしながら、すべての R-両側加群がこのようにして得られるわけではない。）
- M が左 R-加群であれば、M は R-Z 両側加群である。ただし Z は有理整数環。同様に、右 R-加群は Z-R 両側加群であり、とくにアーベル群は Z-Z 両側加群と見なせる。
- R が S の部分環であれば、S は R-両側加群であり、R-S 両側加群や S-R 両側加群でもある。

## より進んだ考えや事実
M と N が R-S 両側加群のとき、写像 f: M → N が 両側加群準同型 であるとは、左 R-加群としても右 S-加群としても準同型であることである。
R-S 両側加群は実は環 {\displaystyle R\otimes _{\mathbb {Z} }S^{\mathrm {op} }} 上の左加群と同じものである。ただし Sop は S の反転環（opposite ring、積を逆にしたもの）である。両側加群準同型は左 {\displaystyle R\otimes _{\mathbb {Z} }S^{\mathrm {op} }} 加群の準同型と同じものである。これらの事実を用いることで、加群に関する多くの定義やステートメントがただちに両側加群についての定義やステートメントに翻訳される。例えば、すべての R-S 両側加群の圏はアーベル圏であり、標準的な準同型定理は両側加群に対しても成り立つ。
しかしながら、両側加群においては、とくにテンソル積において、いくつかの新しい効果がある。M が R-S 両側加群で N が S-T 両側加群ならば、M と N の（環 S 上の）テンソル積は自然に R-T 両側加群である。両側加群のこのテンソル積は（唯一の自然な同型の違いを除いて）結合的であり、それゆえ対象が環であり射が両側加群であるような圏を構成することができる。実際これは2-圏であり、自然な方法で R-S 両側加群 M と N の間の射はちょうど両側加群の準同型、すなわち、関数
{\displaystyle f\colon M\to N}
であって、m ∈ M, r ∈ R, s ∈ S に対して
1. {\displaystyle f(m+m')=f(m)+f(m')}
2. {\displaystyle f(rms)=rf(m)s},

を満たすものである。ただちに両側加群準同型に対する相互交換法則が確かめられる。すなわち
{\displaystyle (f'\otimes g')\circ (f\otimes g)=(f'\circ f)\otimes (g'\circ g)}
が、左辺と右辺のうち一方が（したがってもう一方も）定義されているときにいつでも成り立つ。ただし ∘ は準同型の通常の合成である。この解釈により、圏 End(R) = Bimod(R, R) はちょうど通常の R 上のテンソル積、圏のテンソル積をもった R-R 両側加群のモノイド圏である。とくに、R が可換環であれば、すべての左または右 R-加群は自然に R-R 両側加群であり、圏 Bimod(R, R) = R-Mod は対称モノイド圏である。R が体 K である場合は対称モノイド圏の興味ある例である。このとき R-Mod = K-Vect は K 上のベクトル空間の圏であり、モノイド構造を与える通常のテンソル積 {\displaystyle \otimes =\otimes _{K}} と単位元 K をもっている。Bimod(R, R) におけるモノイドはちょうど R-多元環であることもわかる。(Street 2003) を見よ。
さらに、M が R-S 両側加群で L が T-S 両側加群ならば、 M から L へのすべての S-加群準同型からなる集合 HomS(RMS, TLS) は自然に T-R 加群になる。これらの主張は導来函手であるExt函手やTor函手へと拡張される。
プロファンクタ（英語: Profunctor）を両側加群の圏論的一般化と見ることができる。
両側加群 (bimodule) は双代数 (bialgebra) とは全く関係がないことを注意しておく。